# Коритище (Дрогобицький район)
Кори́тище — село Ластівського старостинського округу Східницької громади Дрогобицького району Львівської області. Населення становить 171 осіб. Орган місцевого самоврядування - Східницька селищна рада.

## Історія
Перша писемна згадка про поселення припадає на 1785-1788 рр. — Korytyszcze. Назва зафіксована у "Йосифінська (1785-1788) та Францисканська (1819-1820) метрики. (Перші поземельні кадастри Галичини. Покажчик населених пунктів)" київського видавництва "Наукова думка", 1965 р.
У 1946 р. поселення належало до Старокропивницької сільської ради Підбузького району Дрогобицької області.
У довіднику адміністративного поділу УРСР за 1967 р. поселення не зафіксовано. Ймовірно, у 1962 р. його було об'єднано зі селом Ластівка Турківського району.
У 1989 р. село знову виокремили в окрему адміністративну одиницю у складі Ластівської сільської ради Турківського району Львівщини.

## Географія
Поселення розташоване на берегах ріки Стрий. Також у селі потік Мельничний впадає у річку Стрий.

## Назва
За версією науковиці Віри Котович, у назві поселення відображено характерну ознаку місцевості, біля якої населений пункт було засновано. Ойконім утворено від апелятива коритище < корито з метафоричним значенням "річище".

## Церква
Віддавна мешканці Коритища ходили до церкви в селі Ластівка. Але у 2003 році завдяки коритищанам постала мурована з цегли церква святого Дмитрія за проєктом турківських архітекторів Михайла Лофія та Івана Бесєдіна. Розташована на рівній ділянці скраю села. Храм має непропорційно велику баню з ліхтарем і маківкою з хрестом, поставленим на дерев'яному світловому восьмерику.